# Екатерина Чешмеджиева
Екатерина Петрова Чешмеджиева е знаменита българска балерина и балетен педагог, дългогодишна примабалерина на Варненския оперен театър.

## Биография
Родена е на 12 юли 1956 г. във Варна. На 18-годишна възраст прави първи сценични опити в балетната трупа на Варненската опера. Завършва Държавното хореографско училище в София. След това се дипломира в Академията за руски балет „А. Я. Ваганова“, Ленинград (сега Санкт-Петербург), Русия, в класа на Наталия Дудинская. По-късно придобива специалност „Балетна педагогика“ в Национална музикална академия „Проф. Панчо Владигеров“, София; защитава и магистърска степен по Балетна режисура.
Необикновеният ѝ талантът, забелязан от голямата българска хореографка Маргарита Арнаудова (1941 – 1994), я прави примабалерина на Варненската опера от 1974 г. до 2009 г. В периода 1999 – 2010 г. е и художествен ръководител на балета на Оперно-филхармонично дружество – Варна. От 1993 г. преподава в балетните класове на Средното училище по изкуства „Добри Христов“, Варна.
Умира на 27 декември 2021 г. в дома си във Варна. Погребана е в Централното гробище на Варна.

## Кариера
Големият дебют на Екатерина Чешмеджиева е през 1974 г. в балета „Пепеляшка“ (Сергей Прокофиев), постановка на Маргарита Арнаудова. По-нататък в репертоара ѝ фигурират централни партии в балетите „Жизел“, „Зле опазеното момиче“, „Копелия“, „Спартак“, „Ромео и Жулиета“, „Пепеляшка“, „Шехеразада“, „Чудният мандарин“, „Шопениада“, „Любовна магия“, „Болеро“, „Бохемски живот“, „Хайдушка песен“ и други. Работи с варненските хореографи Галина и Стефан Йорданови.
Спектакли с нейно участие гастролират в Швейцария, Испания, Австрия, Индия, Румъния, Египет, Гърция, Турция. Журира в три издания на престижния Международен балетен конкурс във Варна (XXII, XXIII и XXIV).
Последните ѝ участия са в балетните постановки „Жестове“ (2008 г.) и „Анна Каренина“ (2009 г., по Лев Толстой, либрето Димитър Калев).
Носител е на две награди „Варна“: през 2003 г. за цялостно творчество и през 2009 г. за „Анна Каренина“. През 2016 г. получава Златен почетен знак „За заслуги към Варна“.

## Личен живот
Голям период от личния живот на Екатерина Чешмеджиева е свързан с известния български балетист и хореограф Константин Илиев (роден 1952 г.). Първият ѝ брак е с него, от когото ражда син Юлиан Илиев (1984 – 2021). След развода си се омъжва за полковника от полицията Димитър Георгиев.